# 8974 Gregaria
8974 Gregaria este un asteroid din centura principală de asteroizi.

## Descriere
8974 Gregaria este un asteroid din centura principală de asteroizi. A fost descoperit pe 25 septembrie 1973 la Observatorul Palomar de Cornelis Johannes van Houten, Ingrid van Houten-Groeneveld și Tom Gehrels. Asteroidul prezintă o orbită caracterizată de o semiaxă mare de 2,19 ua, o excentricitate de 0,11 și o înclinație de 1,0° în raport cu ecliptica.